# Château de Marquein
Le château de Marquein est un château situé à Marquein, en France.

## Localisation
Le château est situé sur la commune de Marquein, dans le département français de l'Aude.

## Historique
Le château remontant à 1539 appartenait à la famille de Roquefort-Marquein. La maison de Roquefort n'existe plus. Les branches du Vivier, d'Arignac, de Sarnhac, d'Engarravagues, de Daumazan, d'Esperce ne sont plus. Toutes sont tombées en déshérence après de nombreux services militaires. 
À la mort de Charles de Roquefort, le domaine de Marquein passe à Pauline de la Tour, sa petite fille, représentée par Gabriel Florent de la Tour, son grand-père maternel. 
En 1819, il est en possession de la maison de Rigaud de Vaudreuil. 
En  1840, il passe des mains de Philippe de Rigaud de Vaudreuil à celles du colonel Paul-Marie Sol de Marquein, qui a restauré le château et l'a remis en l'état où il demeurait encore au début du XXe siècle. Enfin, à la mort de Georges Adrien Sol de Marquein, conseiller général de l'Aude (2 avril 1898) et fils du colonel, il est devenu la propriété du fils mineur de M. Émile Hérisson Laparre, ingénieur des poudres à Toulouse. 
L'édifice est classé partiellement au titre des monuments historiques en 1972 (Façades -à l'exclusion du perron- et toitures). L'édifice avait été inscrit partiellement en 1948.